# Mimosa myriadena
Mimosa myriadena är en ärtväxtart som först beskrevs av George Bentham, och fick sitt nu gällande namn av George Bentham. Mimosa myriadena ingår i släktet mimosor, och familjen ärtväxter.

## Underarter
Arten delas in i följande underarter:
- M. m. egena
- M. m. myriadena